# Andre venner
Andre venner er en ungdomsfilm fra 2005 instrueret af Jannik Splidsboel efter eget manuskript.

## Handling
Rasmus og Ninos danser hip-hop og breakdance i det lokale Black Top Team i Århus V. De er 15 år og har kendt hinanden siden 7. klasse. Rasmus synes, at hans danske jævnaldrene er kedelige, de sidder bare og spiller Playstation. Der er meget mere gang i Ninos og de andre 'udlændinges' verden. Men omgivelserne har svært ved at acceptere Rasmus' og Ninos' venskab. Det er et venskab på trods af fordomme og fremmedhad. Også på kærestefronten må de balancere; Rasmus' kæreste er arabisk, og hun må ikke være sammen med ham for sine forældre. Ninos' kæreste er dansk, og også dette forhold trues af forældrenes ængstelser og påbud.